# Walter Blume (ufficiale)
Walter Blume (Dortmund, 23 luglio 1906 – Dortmund, 13 novembre 1974) è stato un militare e agente segreto tedesco, comandante di medio rango delle SS e leader del Sonderkommando 7a, parte del gruppo Einsatzgruppe B. L'unità ha perpetrato l'uccisione di migliaia di ebrei in Bielorussia e Russia. Blume fu responsabile della deportazione di oltre 46000 ebrei greci ad Auschwitz. Sebbene imprigionato nel 1945 e condannato a morte per crimini di guerra nel 1948, la sua condanna fu commutata in ergastolo nel 1951 dal "Peck Panel", quindi fu scarcerato nel 1955.

## Biografia

### Primi anni di vita
Blume nacque in una famiglia protestante a Dortmund, in Germania. Suo padre fu un insegnante con un dottorato in giurisprudenza. Walter studiò anche legge alle università di Bonn, Jena e all'università di Münster, superando l'esame di avvocato e ricevendo il dottorato in giurisprudenza presso l'Università di Erlangen nell'aprile 1933. Fu assunto come ispettore di polizia nella sua città natale il 1º marzo 1933, in servizio sotto il comando di Wilhelm Schepmann, e si unì alle SA e al Partito nazista (membro nº 3282505) il 1º maggio 1933. Nel 1934 fu trasferito all'Ufficio Segreto di Polizia di Stato prussiano, dove lavorò anche per la SD. Fu registrato l'11 aprile 1935 nei ranghi delle SS (membro nº 267224), entrando a far parte del personale dell'Ufficio della sicurezza del Reich (RSHA).
Guadagnando l'attenzione dei suoi superiori, nel 1939 fu nominato Direttore di Stato Maggiore della Gestapo. Prestò servizio negli uffici della Polizia di Stato di Halle, Hannover e Berlino fino al 1941.

### Carriera nella Gestapo
Nel marzo 1941, Blume fu chiamato a Düben dove gli fu affidata la riorganizzazione e la selezione dei componenti delle squadre Einsatzgruppen. A maggio assunse la guida del Sonderkommando 7a annesso all'Einsatzgruppe B, sotto il comando di Arthur Nebe, assegnato alla 9ª Armata, parte dell'Operazione Barbarossa iniziata il 22 giugno 1941.
Blume fu informato personalmente da Reinhard Heydrich che lui e i 91 uomini sotto il suo comando avevano un unico compito: lo Judenvernichtungsbefehl, l'ordine di sterminio degli ebrei. Heydrich chiarì che questo fu un ordine di Hitler.

### Attività in Bielorussia e Russia
Blume e la sua squadra devastarono la regione della Bielorussia e le altre zone della Russia occidentale uccidendo 1517 ebrei entro il settembre 1941, di cui Blume prese attentamente nota in prima persona. Il 26 luglio 1941 Blume partecipò all'uccisione di 27 ebrei in strada non essendosi presentati al lavoro. Uccise a bruciapelo con il suo revolver un numero imprecisato di vittime, preparò anche il contingente di sterminio per l'operazione di Mosca al momento della conquista, cosa che alla fine non avvenne. Blume rimase solo al comando Sonderkommando 7a fino al 17 agosto 1941 e fu sostituito in questo incarico da Eugen Steimle: pare che fu richiamato a Berlino a causa della sua riluttanza a sparare a donne e bambini, cosa che lo ha portato ad acquisire la reputazione tra i suoi colleghi ufficiali delle SS per essere "debole e burocratico". Trascorse i successivi due anni a capo dell'ufficio della Gestapo a Düsseldorf.
Più tardi, durante le sue deposizioni giurate, Blume dichiarò:
Sebbene Blume abbia insistito al processo sul fatto che gli ordini del Führer lo riempissero di repulsione, si dice che avesse annunciato al plotone di esecuzione dopo ogni sparatoria:

### Attività in Grecia
Alla fine del 1943 Blume fu promosso SS-Standartenführer e assegnato come comandante incaricato della Sicherheitspolizei ad Atene, insieme all'Hauptsturmführer Anton Burger, durante l'occupazione della Grecia.
Tra l'ottobre 1943 e il settembre 1944 Blume riuscì, sotto la direzione di Adolf Eichmann, nella deportazione di oltre 46000 ebrei greci, la maggior parte dei quali da Salonicco, insieme a circa 3000 da Rodi, Kos, Atene, Giannina e Corfù, verso il campo di concentramento di Auschwitz. Blume ricompensò i suoi subordinati, tra cui Anton Burger, con monete d'oro, gioielli e bei vestiti rubati alle vittime della deportazione.
A metà del 1944, Blume guadagnò una certa notorietà tra i suoi colleghi nazisti per aver proposto la "teoria del caos", sostenendo che se i tedeschi fossero stati costretti a lasciare i territori occupati, avrebbero dovuto far saltare in aria le fabbriche, i moli portuali e le altre installazioni; avrebbero anche arrestato e giustiziato l'intera leadership politica della Grecia, lasciando il paese in uno stato di anarchia. Blume propose anche di deportare l'intera popolazione maschile normodotata di Atene ai lavori forzati in Germania, per impedire loro di unirsi agli andartes, la resistenza locale. Hermann Neubacher del Ministero degli Esteri tedesco non accolse favorevolmente questo suggerimento, Blume continuò con i piani per arrestare i politici greci e inviarli al campo di concentramento di Haidari. Il 4 settembre 1944 Neubacher ordinò a Blume di cessare le sue "operazioni nel caos" e il 7 settembre Ernst Kaltenbrunner ordinò a Blume di lasciare la Grecia.
Quando i nazisti lasciarono la Grecia nel settembre 1944, il paese fu considerato Judenfrei, cioè "libero dagli ebrei", e Blume tornò al quartier generale dell'RSHA a Berlino.

## Condanna a Norimberga
Nel 1945 Blume fu catturato a Salisburgo dagli americani e portato nella prigione di Landsberg. Fu processato nel processo agli Einsatzgruppen per i suoi crimini, inclusi i crimini contro l'umanità, i crimini di guerra e l'appartenenza a tre organizzazioni criminali, SS, SD e Gestapo. L'accusa mise in evidenza la responsabilità diretta di Blume per l'omicidio di 996 persone tra giugno e agosto 1941.
Riguardo alla sua motivazione per aver contribuito a perpetrare l'Olocausto, Blume disse di ammirare e adorare Hitler per il suo successo non solo nella riabilitazione interna della Germania, come la interpretò Blume, ma riuscì a sconfiggere Polonia, Francia, Belgio, Paesi Bassi, Norvegia, Jugoslavia, Grecia, Lussemburgo e altri paesi. Per Blume questi successi furono la prova di una grande virtù in Hitler. Blume credette che Adolf Hitler "avesse una grande missione per il popolo tedesco".
Il dottor Günther Lummert, l'avvocato di Blume, raccolse le dichiarazioni giurate sul personaggio di Blume descrivendone l'onestà, la buona natura, la gentilezza, la tolleranza e il senso di giustizia. Il tribunale espresse il "rammarico che una persona con tali eccellenti qualità morali sia caduta sotto l'influenza di Adolf Hitler".
Il 10 aprile 1948, Blume fu condannato a morte per impiccagione, ma in un'udienza di amnistia del 1951 la pena fu commutata in 25 anni sulla base della raccomandazione "Peck Panel". Blume fu scarcerato nel 1955 dopo aver scontato solo dieci anni di pena.

### Secondo processo
Dopo il 1957 Blume lavorò come uomo d'affari nella valle della Ruhr. Si risposò nel 1958 e ebbe sei figli (di cui due in adozione). Nel 1968 fu arrestato e processato nuovamente da un tribunale statale di Brema, insieme al suo subordinato SS-Obersturmführer Friedrich Linnemann, per le accuse relative alla deportazione degli ebrei in Grecia. Nonostante le numerose prove contro di lui, tutte le accuse furono ritirate il 29 gennaio 1971.
Blume è morto nel 1974 all'età di 68 anni.
Nel 1997 un deposito di orologi di lusso, anelli, lingotti d'oro e denti d'oro per un valore di circa $ 4 milioni, insieme a documenti di identità e promozioni della Gestapo appartenenti al colonnello Walter Blume furono scoperti in Brasile in possesso di un membro della famiglia, il prestatore di pegni Albert Blume.